# Charlie Brown (boxe anglaise)
Pour les articles ayant des titres homophones, voir Charlie Brown (homonymie) et Brown.
Charlie Brown est un boxeur américain né le 16 avril 1958 à Philadelphie, Pennsylvanie.

## Carrière
Passé professionnel en 1979, il remporte le premier titre de champion du monde des poids légers IBF le 30 janvier 1984 en dominant aux points Melvin Paul. Brown perd ce titre dès le combat suivant face à Harry Arroyo le 15 avril 1984 puis enchaine une série de défaites jusqu'à son retrait des rings en 1993. Son palmarès est de 26 victoires, 16 défaites et 2 matchs nuls.